# یک پایان عالی
یک پایان عالی (به انگلیسی: A Perfect Ending) فیلم دگرباشی محصول سال ۲۰۱۲ و به کارگردانی نیکول کان است. در این فیلم بازیگرانی همچون جسیکا کلارک، باربارا نیون، کتی دی بونو، جان هرد، مورگان فیرچایلد ایفای نقش کرده‌اند.